# Liliana Nicolaescu-Onofrei
Liliana Nicolaescu-Onofrei, född 6 november 1968 i Lozova, är en moldavisk politiker tillhörande Partiet handling och solidaritet (PAS). Mellan 8 juni och 12 november 2019 var hon Moldaviens utbildningsminister och mellan juli 2013 och augusti 2015 var hon biträdande utbildningsminister. Hon har en examen från Moldaviens statliga universitet. 2020 blev hon rådgivare till Moldaviens president Maia Sandu.